# Rubus acuminatissimus
Rubus acuminatissimus är en rosväxtart som beskrevs av Justus Carl Hasskarl. Rubus acuminatissimus ingår i släktet rubusar, och familjen rosväxter. Inga underarter finns listade i Catalogue of Life.

## Bildgalleri

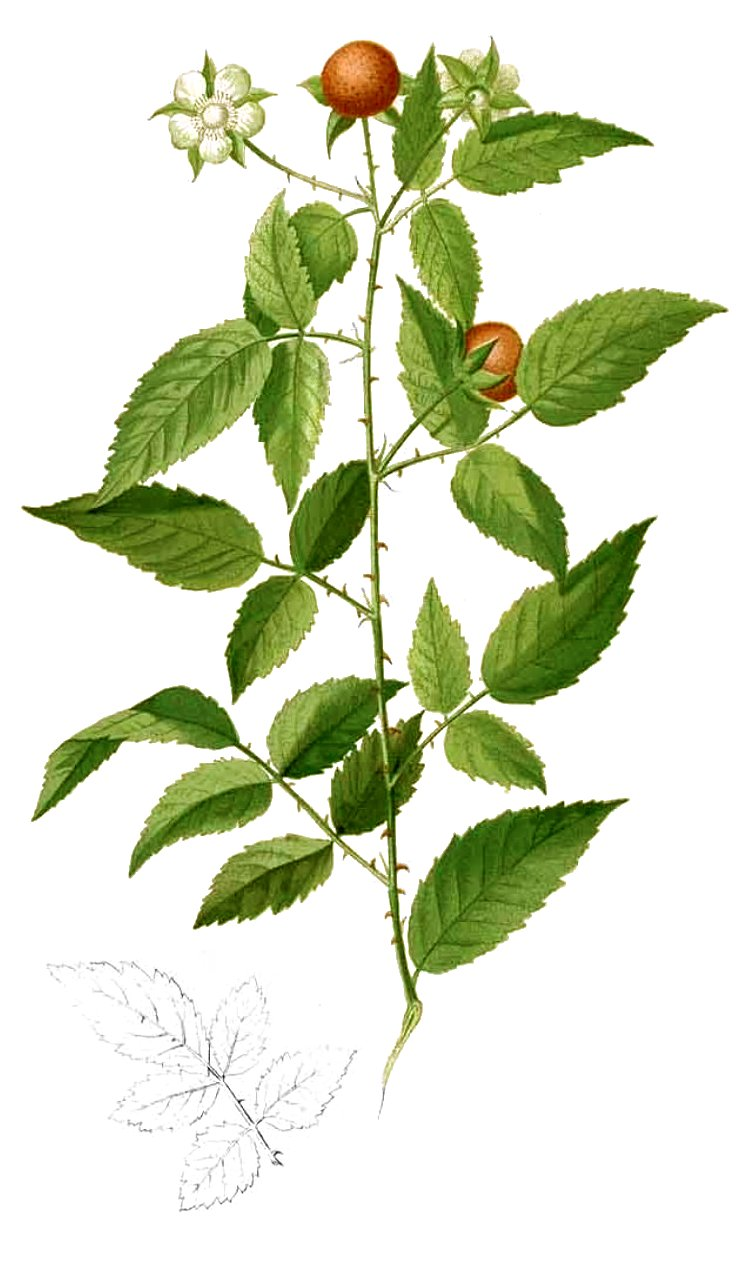
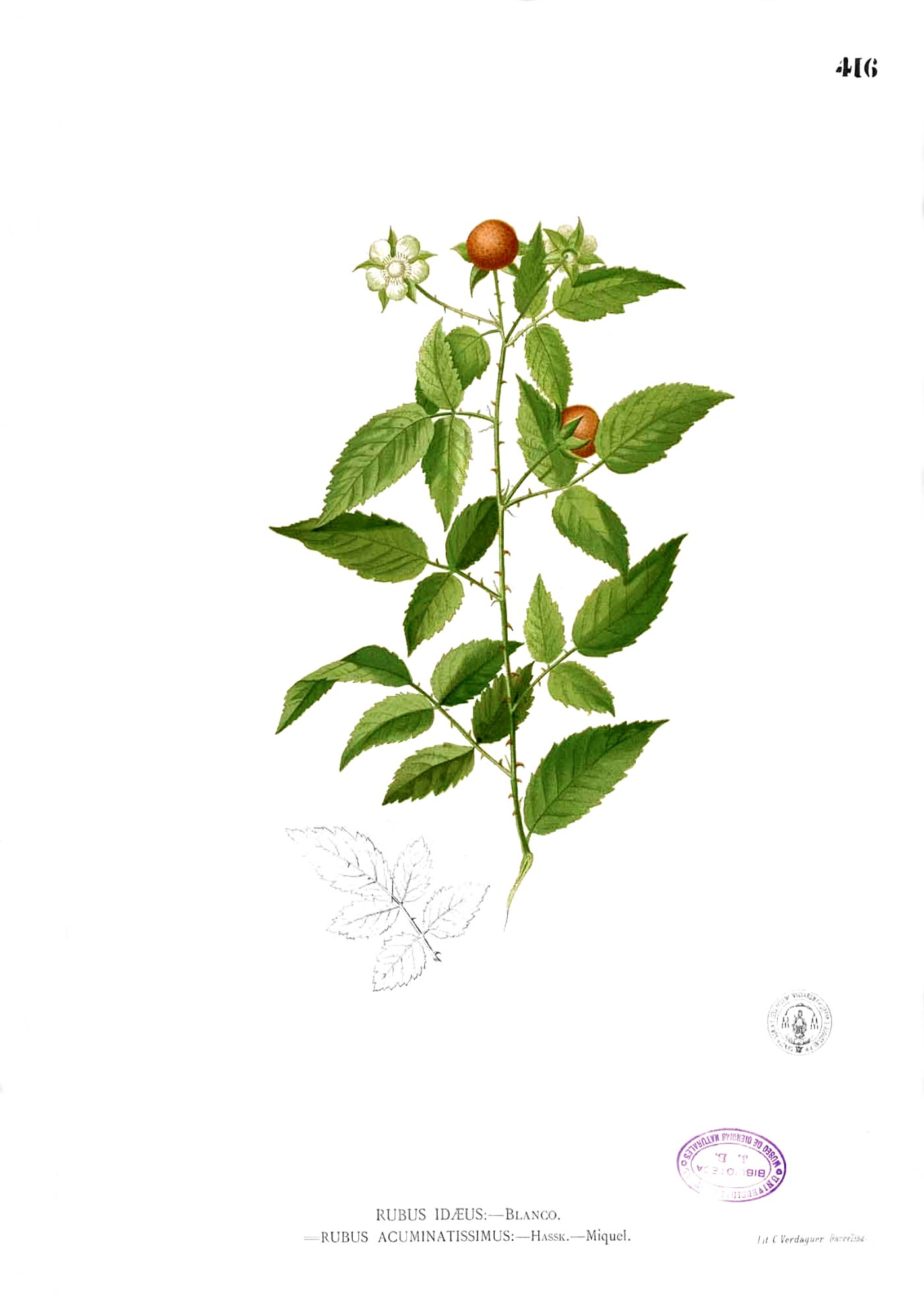